# کاسترییو د دن خوان
کاسترییو د دن خوان (به اسپانیایی: Castrillo de Don Juan) یک شهرستان در اسپانیا است که در استان پالنسیا واقع شده‌است.

## خصوصیات
کاسترییو د دن خوان ۴۹ کیلومترمربع مساحت و ۳۰۵ نفر جمعیت دارد.